# Zeitmaß (Winkel)
Das Zeitmaß, auch Stundenmaß, ist eine in der Astronomie gebräuchliche Angabe eines Winkels in den Maßeinheiten Stunde, Minute und Sekunde. Der Vollwinkel von 360° wird in 24 Stunden unterteilt. Eine Stunde entspricht also einem Winkel von 15°. Das Zeitmaß wird ausschließlich für Winkel in der Äquatorebene benutzt.
Es stellt eine Verbindung zwischen der scheinbaren Positionsänderung eines Himmelskörpers unter der Erddrehung und der dabei verstrichenen Zeit her. Zum Beispiel wächst der Stundenwinkel der Sonne in einer Sonnenstunde um (durchschnittlich) 15° bzw. 1 (Winkel-)Stunde. Dem Rektaszensionswinkel 15° eines Sterns entspricht diejenige Sternstunde, die zwischen dem Durchgang des Frühlingspunktes und dem des Sterns durch den Himmelsmeridian vergeht.

## Definition und Notation
Es gilt:
Winkel (in Stunden) = Winkel (in Grad) / 15
Einige Werte:
| Zeit      | Winkel          | Winkel                       | Winkel                              |
| Zeit      | Stundenmaß      | Gradmaß                      | Bogenmaß                            |
| --------- | --------------- | ---------------------------- | ----------------------------------- |
| 1 Tag     | 24h             | 360°                         | 2π ≈ 6,283                          |
| 1 Stunde  | 01h             | 15°                          | π⁄12 ≈ 0,262                        |
|           | 04m             | 01°                          | π⁄180 ≈ 0,0175 = 1,75 · 10−2        |
| 1 Minute  | 01m             | 15′= 1⁄4°                    | π⁄720 ≈ 0,00436 = 4,36 · 10−3       |
|           | 04s             | 01′ = 1⁄60° (Bogenminute)    | π⁄10800 ≈ 0,000295 = 2,95 · 10−4    |
| 1 Sekunde | 01s             | 15″ = 1⁄240°                 | π⁄43200 ≈ 0,0000727 = 7,27 · 10−5   |
|           | 1⁄15s = 0,0667s | 01″ = 1⁄3600° (Bogensekunde) | π⁄648000 ≈ 0,00000485 = 4,85 · 10−6 |

Zum Beispiel bedeuten 1h 23m 45s (im Stundenmaß) und 20° 56′ 15″ (im Gradmaß) denselben Winkel. Die Kurzzeichen Prime ′ und Doppelprime ″ werden nicht für Minuten und Sekunden des Stundenmaßes gebraucht, um Verwechslungen mit den Bogenminuten und -sekunden des Gradmaßes zu vermeiden.
Zur Unterscheidung von den gleichnamigen Zeiteinheiten werden die Kurzzeichen h, m und s für Winkeleinheiten hochgestellt.
Das Stundenmaß wurde früher auch Bogenstunde genannt, in irreführender Analogie zur Bogenminute und -sekunde des Winkels, welche nicht mit der „Bogenstunde“ zusammen stehen, sondern mit dem Gradmaß.

## Verwendung
Die Angabe eines Winkels in rotationsgebundenen Koordinatensystemen in Zeiteinheiten im Bezug zur Rotationsdauer ermöglicht für die Beobachtung und Phänomenologie einen zwanglosen Zugang zum Tag der Erde und den damit verbundenen Umrechnungen in das heliozentrische Koordinatensystem (Ekliptikalkoordinaten).
Verwendet wird sie in der Astrometrie für die Winkel in der Äquatorebene:
- die Sternzeit {\displaystyle \Theta }, den Winkel zwischen dem Himmelsmeridian des Beobachtungsorts und dem Frühlingspunkt;
- die Rektaszension {\displaystyle \alpha }, die längenbezogene Komponente der äquatorialen Koordinaten, gemessen vom Frühlingspunkt nach Osten;
Gemeinsamer Nullpunkt der Skala (0h) von Sternzeit und Rektaszension ist das Äquinoktium (Frühlingspunkt), das ist das ekliptikal ruhende geozentrische Äquatorialkoordinatensystem
- den Stundenwinkel {\displaystyle \tau }, den Winkel zwischen dem Stundenkreis eines Himmelskörpers und dem Ortsmeridian
Nullpunkt des Stundenwinkels (0h) ist der Schnittpunkt Ortsmeridian–Äquator im mit der Erde rotierenden geozentrischen, aber ortsbezogenen Äquatorialkoordinatensystem

Beide Winkel ‚Sternzeit‘ und ‚Stundenwinkel‘ darum auch so benannt, weil sie die „Sternuhr“, den über dem Beobachter rotierenden Sternenhimmel, bzw. die im Bezug zum sternfesten Koordinatensystem rotierende Erde, abbilden und konkret zeitliche Bedeutung haben.
Zeiten und Winkel im Zeitmaß lassen sich formal problemlos addieren. Das ist auch bei der Umrechnung mittlere Ortszeit in Weltzeit (mittlere Ortszeit am Nullmeridian) hilfreich: Die Geographische Länge des Ortes im Zeitmaß entspricht in Wert exakt der Zeitverschiebung in Stunden. Uhrzeiten und Längenangaben in Stunden lassen sich dann unmittelbar addieren oder subtrahieren. Nullpunkt der Skala ist der geodätische Nullmeridian, siehe Zonenzeit zu den Formeln.
Im Besonderen verwendet man dieses Maß in der Theorie der Sonnenuhren (Gnomonik), die sich speziell mit der Abbildung von astronomischen sphärischen Winkeln auf azimutal projizierte Zeitskalen beschäftigt.
Durch die moderne, computergestützte Astronomie, in der das permanente Umrechnen der astronomischen Raum- und Zeitbezugssysteme kaum mehr Aufwand bedeutet, hat das Zeitmaß an Bedeutung verloren.